# 白芥子苷
白芥子苷（英语：Glucosinalbin）又称白芥子硫苷，是一种发现于白芥（学名：Sinapis alba）种子以及许多野生植物中的化学物质。相比于源自黑芥籽的黑芥子苷，其辛辣味十分弱。
白芥子苷在植物体内经过葡萄糖硫苷酶代谢产生芥末油4-羟基苯基异硫氰酸酯，因为4-羟基苯基异硫氰酸酯不稳定易分解变成没有辛辣味的4-羟基苯甲醇和异硫氰酸根离子，所以白芥子苷的辛辣味较弱。异硫氰酸根的分解半衰期取决于pH，在pH = 3时达到最短的321秒，在pH= 6.5达到最长的6分钟。葡萄糖芸薹素是一种与其结构相关的硫代葡萄糖苷，其与水反应同样产生无辛辣味的异硫氰酸酯。  